# Černovská tragédie
Černovská tragédie (slovensky Černovská tragédia, maďarsky Csernovai tragédia) je označení masakru, ke kterému došlo 27. října 1907 v Černové, dnes části Ružomberku.

## Průběh události

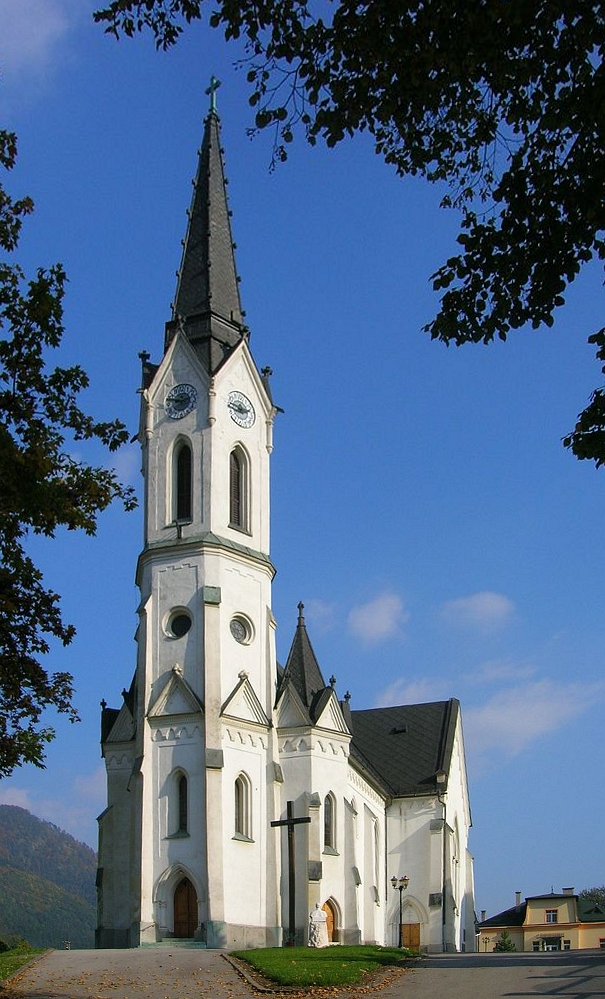
Kostol Panny Márie Ružencovej v Černové

Došlo k němu během protestů proti vysvěcení kostela Panny Marie Růžencové, které měl provést namísto suspendovaného místního rodáka Andreje Hlinky maďarsky hovořící slovenský kněz Martin Pazúrik. V panice vydal velitel četníků bez varování v maďarštině rozkaz "Lőni!" (střílet) do protestujících. 15 protestujících bylo zastřeleno a desítky zraněny, z toho několik těžce. Proti násilnému řešení protestovali ve vídeňské říšské radě také čeští poslanci František Modráček (29. 10. 1907), Tomáš Garrigue Masaryk a P. Isidor Zahradník (30. 10. 1907).

## Mezinárodní ohlas
Ohlas této události v rakousko-uherském a světovém tisku (významnou aktivitu vyvíjel zejména norský literát Bjørnstjerne Bjørnson, který na událost upozornil evropskou veřejnost) vyvolal vlnu solidarity se Slováky, zviditelnil Slováky ve světě a obrátil pozornost na národnostní politiku v Uhersku.